# Herbert Zuber

Herbert Zuber (zwischen 1967 und 1979)

Herbert Zuber (* 24. Oktober 1926 in Mannheim; † 5. Mai 2022) war ein deutsch-schweizerischer Molekularbiologe und Hochschullehrer.

## Leben
Zuber besuchte Volksschule und Gymnasium in seiner Geburtsstadt Mannheim. Ab 1944 leistete er Militärdienst und geriet in Gefangenschaft, aus der er 1946 entlassen wurde. Ab 1948 studierte er Chemie an der Universität Heidelberg. Dort erlangte er zunächst das Diplom in Chemie und wurde am 25. November 1953 zum Dr. rer. nat. promoviert. Danach absolvierte er die Assistentenzeit am Chemischen Institut der Universität Heidelberg und hielt sich zu Studien- und Forschungszwecken an den Universitäten Cambridge, London, Manchester und Graz auf.
Ab 1957 arbeitete Zuber für die Basel Ciba AG im Bereich Forschung zur Strukturaufklärung und Analyse von Polypeptidhormonen, wo er auch Leitungsfunktionen innehatte.
1966 habilitierte er sich am Institut für Molekularbiologie bzw. bei der Abteilung für Naturwissenschaften der ETH Zürich. Dort lehrte er ab 1968 als Assistenzprofessor und von 1970 bis 1994 als ordentlicher Professor für Molekularbiologie. Er war Vorstand der Abteilung für Naturwissenschaften, Vorsteher des Instituts für Molekularbiologie und Biophysik und gehörte der Forschungskommission und Planungskommission an. Zu den Schwerpunkten seiner Forschung gehörten thermophile und psychrophile Proteine und Enzyme sowie Antennensysteme des Photosyntheseapparates der Cyanobakterien und Rotalgen, der Purpurbakterien und der grünen Photosynthesebakterien.
Zuber war unter anderem Mitglied der Gesellschaft Deutscher Chemiker, der New York Academy of Sciences (seit 1963), der Protein Society und der American Society of Photobiology.
1976 erhielt er das Schweizer Bürgerrecht mit der Stadt Opfikon (nördlich von Zürich) als Bürgerort.